# Pussy (Saboia)
Pussy é uma pequena aldeia na comuna de La Léchère, no departamento da Sabóia, na França. Está situado na encosta oriental do Mont Bellachat, a 9 km. A noroeste de Moûtiers. O nome deriva do nome pessoal Romano Pussius, que se refere ao proprietário do lugar na era romana 
. O limite da aldeia cobre 18 km². A igreja local, dedicada a São João Batista, foi reconstruída em 1669. Em 1561, a população foi registrada como 1455 pessoas, 548 em 1776 e 276 em 1979. Pussy e várias outras pequenas aldeias foram incorporadas na comuna de La Léchère para fins administrativos em 1972.